# Онуфриевский район
Ону́фриевский райо́н (укр. Онуфріївський район; в некоторых источниках 1920-х — 1930-х годов — Оноприевский (укр. Онопріївський)) — упразднённая административная единица Кировоградской области Украины. Административный центр — посёлок городского типа Онуфриевка.
Район административно-территориально делился на 2 поселковые рады и 11 сельских рад, объединяющих 28 населённых пунктов.

## История
Район образован в 1923 году на территории бывших Богоявленской, Васильевской и Онуфриевской волостей Александрийского уезда и вошёл в состав Александрийского округа Екатеринославской губернии. В 1925 году Александрийский округ был упразднён и район вошёл в состав Кременчугского округа Полтавской губернии. В 1928 году часть территории района вошла в состав Александрийского района, а в состав Онуфриевского района перешла часть упразднённого Крюковского района. В 1930 году округа в Украинской ССР были упразднены и район перешёл в подчинение непосредственно руководству республики. При этом часть Онуфриевского района была передана в распоряжение Кременчугскому городскому совету, а взамен в состав него была включена часть расформированного Куцеволовского района.
В 1932 году район вошёл в состав новообразованной Харьковской области. Постановлением ЦИК СССР от 22 сентября 1937 года Онуфриевский район был переведён в состав Полтавской области. Указом Президиума Верховного Совета СССР от 10 января 1939 года Онуфриевский район включён в состав образованной этим же указом Кировоградской области в составе Украинской ССР.
30 декабря 1962 года, в ходе укрупнения районов в Украинской ССР, район был упразднён, а его территория вошла в состав Кремгесовского района. Восстановлен 8 декабря 1966 года.
17 июля 2020 года в результате административно-территориальной реформы район вошёл в состав Александрийского района, на его территории была сформирована Онуфриевская поселковая община.

## Состав района
На момент упразднения в состав района входили следующие населённые пункты:
- Онуфриевский поселковый совет:
  - Онуфриевка
- Павлышский поселковый совет:
  - Павлыш
  - Браиловка
  - Шевченко
- Василевский сельский совет:
  - Василевка
- Вишневцевский сельский совет:
  - Вишневцы
  - Лозоватка
- Дериевский сельский совет:
  - Дериевка
- Зыбковский сельский совет:
  - Зыбково
- Камбурлиевский сельский совет:
  - Камбурлиевка
- Куцеволовский сельский совет:
  - Куцеволовка
  - Ясиноватка
- Марьевский сельский совет:
  - Марьевка
  - Фёдоровка
- Млынковский сельский совет:
  - Млынок
  - Морозовка
  - Петровка
  - Пятониколаевка
- Омельницкий сельский совет:
  - Байдаково
  - Омельник
- Поповский сельский совет:
  - Калачовка
  - Константиновка
  - Любовка
  - Павловолуйск
  - Поповка
  - Солдатское
- Успенский сельский совет:
  - Дача
  - Успенка